# Robert Nilsson (ishockeyspelare)
Robert Åke Nilsson, kallad "Robban", "Mini-Magic" eller "Lill-Kenta", född 10 januari 1985 i Calgary, Alberta, Kanada, är en svensk professionell ishockeyspelare som spelar i ZSC Lions i NLA.

## Karriär
Smeknamnen "Lill-Kenta" och "Mini-Magic" kommer av att han är son till, samt en miniatyrvariant av, svenske hockeylegenden Kent Nilsson, född i Kanada under "Kentas" framgångsrika NHL-år. Robert levde i Kanada under sina första år innan familjen flyttade tillbaka till mamma Berit och pappa Kents hemstad Nynäshamn sex mil söder om Sveriges huvudstad Stockholm. I Nynäshamn spelade Robert hockey i Nynäs HC, där man tidigt uppmärksammade hans talang. Sexton år gammal flyttade Robert till Leksand för att påbörja sina tre år på stadens ishockeygymnasium.
Robert Nilsson sågs redan från början som en stor talang, med lysande teknik och bra spelsinne. Detta visade han med eftertryck säsongen 2000–01 då han som underårig debutant vann poängligan i J20 SuperElit med otroliga 42 poäng på 23 matcher (slutspelet inräknat) och ledde sitt Leksand till en slutlig andraplats i tabellen. Med 18 poäng på 8 matcher var han samma år även överlägsen poängkung och "Top Forward" i TV-pucken, då hans Stockholm/Vit kom tvåa i turneringen. Nilsson fick snart spela med seniorerna, först några matcher i Allsvenskan och sedan - när Leksand kvalat till elitserien - fick han säsongen 2002–03 göra elitseriedebut. 18 år gammal gjorde han 8 mål och 13 assist på 41 matcher - och var med det mer produktiv än exempelvis Peter Forsberg och Markus Näslund var i motsvarande ålder. Sommaren 2003 draftades han av New York Islanders i förstarundan, som 15:e spelare totalt, och förväntningarna var skyhöga inför Nilssons andra elitseriesäsong som dock inte blev lika lyckosam: efter 6 poäng på 34 matcher och rätt lite istid, lämnade han Leksand och blev istället som tonåring proffs - lanserad som tonårsfenomen och tredje stjärnsvensk i schweiziska Fribourg-Gottéron. Inte heller där blev han framgångsrik och gjorde bara ett mål på sju matcher. Sommaren 2004 skrev han på för Djurgårdens IF men kunde då inte ana vad som komma skulle.
NHL-lockouten 2004–05 gav upphov till en elitserie fylld av NHL-stjärnor och även Djurgården hämtade förstärkning från andra sidan atlanten, bland annat i form av nyblivne Stanley Cup-mästaren Dan Boyle, Stanley Cup-finalisten Marcus Nilson samt Nils Ekman och Mariusz Czerkawski. För Robert Nilsson innebar detta väldigt lite speltid och han gjorde bara sex poäng i Elitserien den säsongen innan han blev utlånad till allsvenska Almtuna IS. Säsongen därpå var NHL igång igen och Nilsson flyttade till New York Islanders. 
Säsongen 2005–06 gjorde han så debut i NHL och första målet kom tidigt, 29 oktober 2005 mot Buffalo Sabres, då Nilsson som rookie stundtals fick spela i en superkedja med stjärnorna Alexei Yashin och Miroslav Satan. Under rookiesäsongen fick Nilsson till slut ihop 6 mål och 14 assist, totalt klart godkända 20 poäng, på 53 matcher. Ändå fick han tillbringa en del av säsongen i farmarlaget Bridgeport Sound Tigers i AHL, där han tillhörde klubbens förgrundsgestalter och fick ihop 28 poäng på 29 matcher. Han visade prov på sin fantastiska teknik, bland annat genom ett mål i en match med Bridgeport; stående bakom motståndarnas målbur, lyfte han upp pucken på klubbladet och svingade den upp i krysset bakifrån, bakom en helt oförberedd målvakt.
Allt som allt gjorde han en bra säsong för en nykomling. Inför säsongen 2006–07 trodde många att han skulle ta en ordinarie plats i New York Islanders, men tränaren Ted Nolan var inte alls nöjd med Nilssons insatser under träningslägret; han tyckte att svensken var oengagerad och inte arbetade tillräckligt i defensiven. När säsongen började återfanns Nilsson fortfarande i Bridgeport, där han fortsatte vara en av lagets viktigaste spelare och hann göra 46 poäng på 50 matcher innan han den 27 februari 2007 ingick i en bytesaffär mellan New York Islanders och Edmonton Oilers. Ryan Smyth gick till Islanders i utbyte mot Robert Nilsson, Ryan O'Marra och ett förstaval i 2007 års draft. Till en början fortsatte Nilsson med farmarlagsspel och var den stora stjärnan i AHL-laget Wilkes-Barre/Scranton Penguins men blev mot slutet av säsongen uppkallad till NHL och Edmonton Oilers, där han gjorde mål redan i sin första match, 16 mars 2007 - dessvärre var Nilssons mål lagets enda och Edmonton förlorade mot Minnesota Wild med 1-2. Matchen var ett historiskt ögonblick i klubbens historia då det var första gången som far och son har spelat i klubben (Robert Nilssons far Kent Nilsson var firad stjärna i Edmonton och vann bland annat Stanley Cup med klubben 1987). 
Även påföljande säsong, 2007–08, spelade Nilsson några matcher med farmarlaget, men lyckades under vintern etablera sig i NHL och Edmonton. Trots knapp istid gjorde han 10 mål och 31 assist för totalt 41 poäng på 71 matcher, och var särskilt effektiv under säsongens sista fjärdedel, då han bildade en vass formation med rookieduon Sam Gagner och Andrew Cogliano. I slutet av säsongen fick han debutera i Tre Kronor och spela VM, där han gjorde 6 poäng på 9 matcher, och han skrev även på ett nytt treårskontrakt med Edmonton, värt 6 miljoner dollar.
Säsongen 2008–09 var Nilsson inte lika produktiv: 9 mål och 29 poäng på 64 matcher och nästföljande säsong var han petad i fem av de sju första matcherna. De två gångerna han fick vara med, gjorde Nilsson dock en assist - och Edmonton vann båda gångerna. 

## Statistik

### Klubbkarriär
| 2002–03    | Leksands IF                    | Elitserien | 41  | 8  | 13 | 21  | 10 | 5  | 0 | 1  | 1  | 2 |
| 2003–04    | Leksands IF                    | Elitserien | 34  | 2  | 4  | 6   | 6  | —  | — | —  | —  | — |
| 2003–04    | Fribourg-Gottéron              | NL-A       | 7   | 1  | 3  | 4   | 2  | 4  | 1 | 0  | 1  | 2 |
| 2004–05    | Djurgårdens IF                 | Elitserien | 23  | 2  | 4  | 6   | 6  | 3  | 0 | 0  | 0  | 0 |
| 2005–06    | New York Islanders             | NHL        | 53  | 6  | 14 | 20  | 26 | —  | — | —  | —  | — |
| 2005–06    | Bridgeport Sound Tigers        | AHL        | 29  | 8  | 20 | 28  | 12 | 7  | 1 | 4  | 5  | 0 |
| 2006–07    | Bridgeport Sound Tigers        | AHL        | 50  | 12 | 34 | 46  | 34 | —  | — | —  | —  | — |
| 2006–07    | Wilkes-Barre/Scranton Penguins | AHL        | 19  | 6  | 14 | 20  | 14 | 11 | 3 | 12 | 15 | 8 |
| 2006–07    | Edmonton Oilers                | NHL        | 4   | 1  | 0  | 1   | 4  | —  | — | —  | —  | — |
| 2007–08    | Edmonton Oilers                | NHL        | 71  | 10 | 31 | 41  | 22 | —  | — | —  | —  | — |
| 2007–08    | Springfield Falcons            | AHL        | 5   | 2  | 2  | 4   | 4  | —  | — | —  | —  | — |
| 2008–09    | Edmonton Oilers                | NHL        | 64  | 9  | 20 | 29  | 26 | —  | — | —  | —  | — |
| 2009–10    | Edmonton Oilers                | NHL        | 60  | 11 | 16 | 27  | 12 | —  | — | —  | —  | — |
| 2010–11    | Salavat Julajev Ufa            | KHL        | 41  | 5  | 22 | 27  | 28 | 21 | 3 | 7  | 10 | 2 |
| 2011–12    | Salavat Julajev Ufa            | KHL        | 15  | 0  | 5  | 5   | 6  | —  | — | —  | —  | — |
| 2011–12    | Torpedo Nizjnij Novgorod       | KHL        | 35  | 12 | 12 | 24  | 30 | 13 | 2 | 6  | 8  | 2 |
| 2012–13    | Torpedo Nizjnij Novgorod       | KHL        | 17  | 5  | 7  | 12  | 2  | —  | — | —  | —  | — |
| 2013–14    | ZSC Lions                      | NLA        | 31  | 10 | 24 | 34  | 12 | 18 | 2 | 2  | 4  | 4 |
| 2014–15    | ZSC Lions                      | NLA        | 44  | 11 | 20 | 31  | 18 | 18 | 5 | 8  | 13 | 4 |
| NHL totalt | NHL totalt                     | NHL totalt | 252 | 37 | 81 | 118 | 90 | —  | — | —  | —  | — |

### Internationellt
| År            | Lag           | Turnering     | Matcher | Mål | Assist | Poäng | Utv |
| ------------- | ------------- | ------------- | ------- | --- | ------ | ----- | --- |
| 2001          | Sverige       | U18 VM        | 6       | 2   | 0      | 2     | 0   |
| 2002          | Sverige       | U18 VM        | 8       | 2   | 3      | 5     | 8   |
| 2003          | Sverige       | JVM           | 6       | 4   | 2      | 6     | 4   |
| 2004          | Sverige       | JVM           | 6       | 2   | 5      | 7     | 6   |
| 2005          | Sverige       | JVM           | 6       | 1   | 3      | 4     | 8   |
| 2008          | Sverige       | VM            | 9       | 2   | 4      | 6     | 6   |
| 2011          | Sverige       | VM            | 9       | 1   | 6      | 7     | 0   |
| Junior totalt | Junior totalt | Junior totalt | 32      | 11  | 13     | 24    | 26  |
| Senior totalt | Senior totalt | Senior totalt | 18      | 3   | 10     | 13    | 6   |